# It Ain't Me, Babe (comics)
Pour les articles homonymes, voir It Ain't Me, Babe (homonymie).
It Ain't Me Babe Comix est un comic book underground collectif publié en 1970 par Last Gasp. Dirigé par Trina Robbins et Barbara Mendes, il s'agit de la première bande dessinée américaine entièrement réalisée par des femmes. L'ouvrage connaît un succès important et, par la suite, plusieurs de ses autrices participent aux séries au long cours figurant dans Wimmen's Comix.

## Genèse
Durant les années 1960, le milieu du comics underground comporte une dimension machiste : les artistes masculins, largement majoritaires, emploient volontiers un angle misogyne dans leurs représentations de la sexualité, des drogues et du rock & roll et tendent à exclure les femmes de leurs projets. Les dessinatrices Robbins, Mendes et « Hurricane » Nancy Kalish (qui signe parfois « Panzika »), exercent dans un journal féministe lancé à Berkeley en janvier 1970 : It Ain't Me, Babe.
Mécontentes de ces poncifs, elles s'unissent pour créer un comic book féminin,. D'autres contributrices se joignent à elles, comme Carole Kalish, Lisa Lyons (dessinatrice pour un périodique socialiste), Meredith Kurtzman (dessinatrice et fille d'Harvey Kurtzman, le créateur de Mad) et Michele Brand (l'épouse de Roger Brand (en) et, de l'avis de Robbins, « meilleure artiste que lui »).

## Publication
Ron Turner, éditeur de Last Gasp, intéressé par l'idée d publier un comic book inspiré du mouvement de libération des femmes, verse à Robbins 1 000 dollars à titre de droit d'auteur.
Le comic book de 36 pages paraît en juillet 1970 sous le titre It Ain't Me Babe, bien qu'il ne soit pas publié par le journal homonyme où travaillaient Robbins, Mendes et Kalish. Sur la couverture de la première édition figurent cinq personnages féminins emblématiques (Olive Oyl, Little Lulu, Wonder Woman, Sheena, Mary Marvel) et Elsie the Cow (en) sur fond bleu et fuchsia, avec le sous-titre « Libération des femmes » (women's liberation). Les rééditions reprennent le même dessin sur un fond bleu et vert sombres,. Cette première édition s'écoule à 20 000 exemplaires, les deux suivantes à 10 000 chacune.
En février 2016, Fantagraphics Books le reprend au début de The Complete Wimmen's Comix, réédition intégrale du comic book mythique.

## Postérité
Face au succès d’It Ain't Me Babe Comix, Turner demande à deux de ses employés, Patricia Moodian et Terre Richards — qui s'associaient à Robbins — d'embaucher des créatrices pour d'autres comics portant sur la libération des femmes : en 1972, cette initiative donne naissance à Wimmen's Comix, auquel participent plusieurs autrices d’It Ain't Me Babe.